# Комондор
Комондо́р, или венгерская овчарка (венг. Komondor), — порода овчарок. Её размеры визуально увеличиваются за счет шерсти. Комондор очень хорошо приспособлен к работе овечьим пастухом: благодаря своей шерсти, он маскируется в отаре овец.
У комондоров очень лёгкие кости, поэтому эти овчарки намного легче других собак своего размера, например, сенбернара (80—100 кг) и английского мастифа (80—110 кг) — комондор весит 50—60 кг.

## История и разведение породы

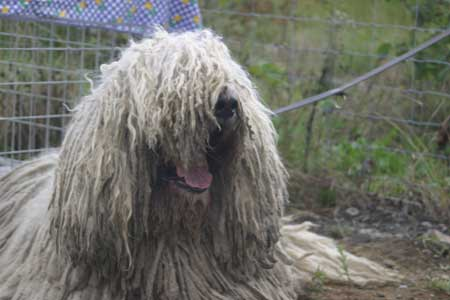
Комондор отлично видит через свою плотную «завесу» перед глазами

О происхождении названия породы существуют разногласия, но основными являются две версии: одни считают, что так мадьяры называли своих больших белых пастушьих собак, другие считают, что слово «комондор» произошло от итальянского «cane commodore», что переводится как «король собак».
Точных сведений о происхождении породы нет. Но превалирует мнение, что изначально комондоры обитали в районе Чёрного моря вместе с племенами мадьяр, которые использовали их для охраны отар овец. Более 1000 лет назад их оттуда вытеснил Хазарский каганат на территорию современной Венгрии, где венгерские овчарки живут и по сей день. 
Одно из первых описаний комондора в литературе встречается в летописи «История короля Астгиаса» Питера Кокони. Ян Амос Коменский в 1653 году в своих трудах подробно описал экстерьер и характер венгерской овчарки. Он писал: «Комондор — царь среди пастухов». Первое художественное описание «царя пастухов» сделал Ференц Пич в своей книге «История природы и учение ремесла». Он писал: «Комондор — король и вожак среди собак. Среди прочих собак только комондор полностью понимает хозяина, среди всех собак только комондору можно полностью доверить свою жизнь, только комондор способен работать без присмотра».
Мировое распространение комондоров началось с венгерского питомника «KARCAGPUSZTAI» и его владельца — Йожефа Буковски. Он вырастил множество красивых и здоровых собак. И благодаря ему венгерская овчарка распространилась по всей Европе. В 1994 году Йожеф скончался. Сейчас его дело продолжает его дочь.
После Второй мировой войны комондоры были на грани исчезновения, и Америка помогла Венгрии восстановить породу, там даже появился свой — американский вариант комондора.
В России этой породой занимаются достаточно серьёзно. Питомники комондоров появились в Москве, на юге страны в Ростове-на-Дону, Нижнем Тагиле и других городах. В общей сложности количество этих собак достигло почти полутысячи голов. Сейчас в России наблюдается упадок в разведении комондоров, так как очень много собак за последние несколько лет привозят из Венгрии, Румынии и Чехии.

## Внешний вид

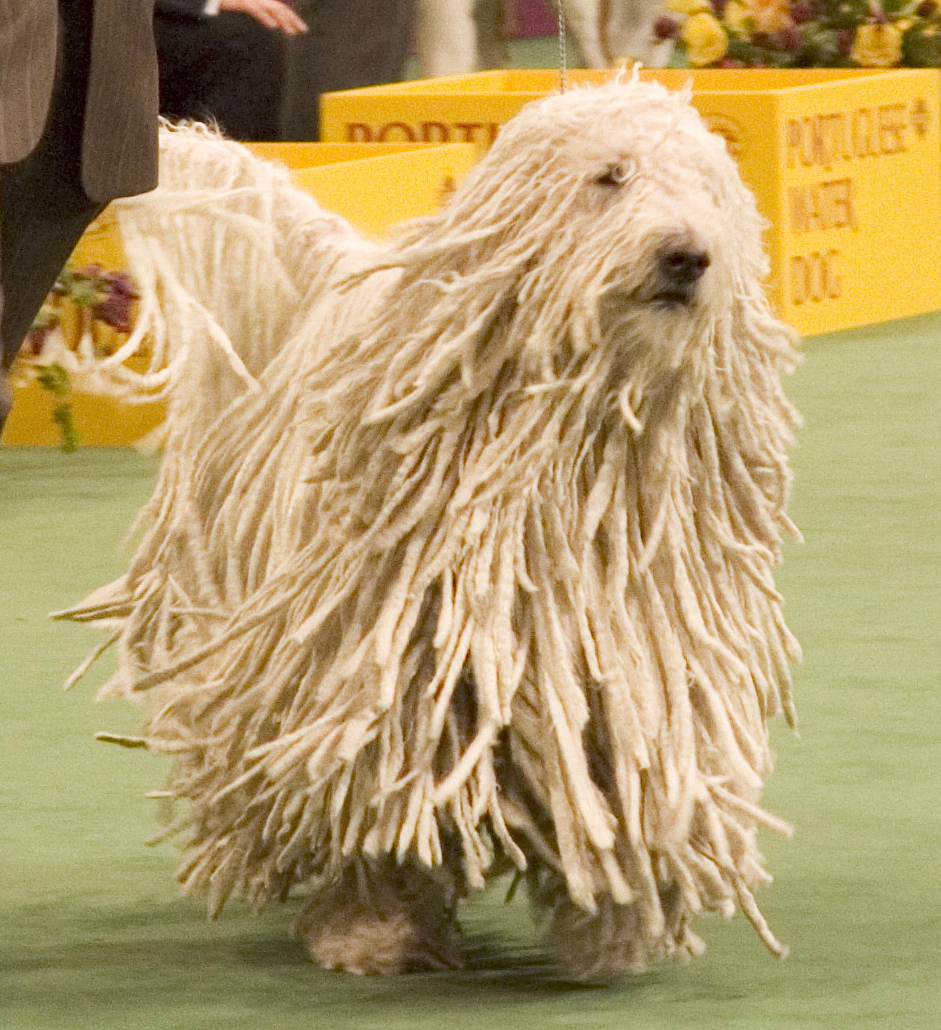

Венгерская овчарка является одной из самых крупных собак в мире, рост в холке у кобелей составляет более 80 см, а длинная белая шерсть, свёрнутая в оригинальные шнуры, делает собаку ещё более массивной.
В щенячьем и молодом возрасте (где-то до двух лет) у комондора шерсть ещё не заплетена в шнуры. Сначала она мягкая и волнистая, по мере взросления — становится кудрявой, и только потом уже формируются шнуры. В этом возрасте его шерсть весит более семи килограммов и состоит примерно из 2000 шнуров.
У комондоров нет подшерстка, только щенячий пух, который выпадает к двум годам.
По современному стандарту породы, принятому в 1924 году, комондор может быть только белого цвета, однако в прошлом всё равно предпринимались попытки разводить «цветных» собак. Например, «отец комондора» Йожеф Буковски вместе с белыми разводил и комондоров другого цвета, в основном — чёрных. И в первой племенной книге породы 73 из 204 записанных собак не были белыми.
Чёрные комондоры не принадлежат ни к какой породе и являются метисами. Поэтому не стоит путать их с бергамскими овчарками, так как у них разный тип шерстяного покрова (у бергамских овчарок не шнуры, а плоские колтуны округлой формы), разная высота в холке и разное происхождение.

## Характер
Комондор — спокойная и основательная собака. Она обладает хорошим послушанием и быстро усваивает новые навыки. Венгерская овчарка повинуется командам, но в нужный момент может и сама принимать решения. «Король собак» бывает мил даже по отношению к диким сородичам, к волкам, если они, конечно, не нападают на него; тем не менее, если волк нападёт на человека, или на стадо овец и баранов, пёс готов дать отпор непрошеному гостю. У комондоров сильно развит пастуший инстинкт, так что на улице они стремятся начать «пасти».
Дрессировать комондора лучше всего в игровой форме.

## Содержание и уход
При содержании комондора необходим специальный уход за его шерстью. Она не подлежит расчёсыванию, но, по мере роста, сформировавшиеся пряди необходимо разделять, чтобы они не сплетались вместе. В весенний и осенний периоды собака линяет. А когда у комондора сформируются шнуры, то линька вообще не страшна: шерстинка выпадает из луковицы, но она хорошо зафиксирована в шнуре и остаётся с собакой на всю оставшуюся жизнь.
Порода собак комондор нуждается в большой физической нагрузке. Если хозяин не удовлетворит эту потребность, он получит негативный отклик со стороны животного. Комондор — очень сильная собака, умирая со скуки, она может устроить в доме настоящий хаос. Поэтому комондора довольно часто необходимо выгуливать и вне двора.
Кормить огромную венгерскую овчарку не доставляет особого труда. Как любые пастушьи собаки, они весьма неприхотливы и едят совсем немного для своего размера — 1—1,5 кг корма в день.
Комондоров используют в качестве сторожевых собак, они прекрасно приспосабливаются к жизни в городских условиях и очень сильно привыкают к своим хозяевам.